# Gabriel Martínez
Gabriel Martínez Fregoso (ur. 24 lipca 2002 w Guadalajarze) – meksykański piłkarz występujący na pozycji środkowego obrońcy, od 2024 roku zawodnik Atlético San Luis.